# Teracotona obscurascens
Teracotona obscurascens là một loài bướm đêm thuộc phân họ Arctiinae, họ Erebidae.